# Samhwaja hyangyak pang

Le Samhwaja hyangyak pang (hangeul : 삼화자향약방 ; hanja : 三和子鄕藥方) est un livre de médecine coréen de l'époque Koryŏ publié au milieu du XIIIe siècle. Second recueil de ce type publié dans le pays, il est précédé par le Hyangyak kugŭp pang en 1236 duquel il s'inspire. Ces deux ouvrages vont servir de base à d'autres ouvrages publiés par la suite. Inspirée de la médecine chinoise, ce recueil doit cependant s'adapter à l'absence de certaines plantes en proposant des alternatives locales, et intègre d'autres pratiques traditionnelles coréennes.